# بروجيكت زومبويد
بروجيكت زومبويد بالانجليزي (Project Zomboid) هي لعبة فيديو من نوع رعب البقاء على قيد الحياة لازالت اللعبة في مرحلة تطوير ألفا من قبل المطور المستقل البريطاني والكندي، The Indie Stone. تدور احداث قصة اللعبة في عالم ما بعد نهاية العالم المليء بالزومبي حيث يتم تحدي اللاعب من أجل البقاء لأطول فترة ممكنة قبل أن يموت حتمًا. 

## اللعب
الهدف من اللعبة هو البقاء على قيد الحياة في مقاطعة نوكس الخيالية الممزقة بالزومبي، والتي تم عزلها من قبل الحكومة.  يتعين على اللاعب إدارة أشياء مثل الجوع والتعب والألم والاستقرار العقلي للبقاء على قيد الحياة. للقيام بذلك، يجب على اللاعبين البحث عن الإمدادات لإبقاء أنفسهم على قيد الحياة ليوم آخر، مع تجنب الزومبي المتجول. تستخدم اللعبة كائنات الزومبي التقليدية البطيئة الحركة، على الرغم من أن بعض الكسالى أسرع من غيرها.

## انماط اللعب

### البقاء
تاريخ البدء: 9 يوليو 1993
هذه النمط الموصى فيه من قبل المطورين، والمفضل لهاردكور Hardcore. مميزات النمط هي إغلاق الأبواب بشكل متكرر، والإنذارات المنزلية شائعة، مما تجبر اللاعب على الحركة الدائمة . سيتم إغلاق الماء والكهرباء عن النمط في أقل من 30 يومًا.
- حجم الحشد: ضخم
- سرعة الزومبي: جدا سريعين
- إيقاف المرافق: 0-30 يومًا
- الموارد: نادرة[7]

### بعد اسبوع
تاريخ البدء: 9 يوليو 1993
يبدء النمط هذا بعد أسبوع بعد بدء العدوى. حجم حشد الزومبي معتدل، حشود الزومبي سوف تجري بسرعة نحو أي شيء يلفت انتباههم، ولكن بهذا النمط سوف تكون حواسهم منخفضة. سيتم إغلاق المياه والكهرباء بعد 2-6 أشهر من اللاعب . المنازل غير مسروقة.
- حجم الحشد: معتدل
- سرعة الزومبي: سريعيين
- حواس الزومبي: ضعيف
- إغلاق المرافق: 2-6 أشهر
- الموارد: شائعة[7]

### بعد ستة شهور
تاريخ البدء: 9 ديسمبر 1993
هذا النمط ليس لضعاف القلب - للناجين ذوي الخبرة فقط. بعد 6 أشهر من تفشي العدوى يبقى عدد قليل جدًا من الناجين مع مجموعة كبيرة من الزومبي المنتشرين في جميع أنحاء المدينة. حواس الزومبي سوف تكون قوية حيث انهم سوف يسمعون أو يرون أو يشمون أي شيء يقترب . تم إغلاق المياه والكهرباء منذ وقت. جميع المنازل فارغة من الموارد، مما يجعل من الصعب للغاية العثور على أي شيء ذي فائدة. سيكون صراعًا حقيقيًا للحصول على أي نوع من الموارد.
- حجم الحشد: كبير
- سرعة الزومبي:
- حواس الزومبي: عادية
- إغلاق المرافق: فوري
- الموارد: نادرة جدا[7]

### مخصص
يسمح نمط التخصيص للاعب بضبط إعدادات اللعبة بالطريقة التي يحبها. بعد اختيار موقع البدء، يمكن للاعب اختيار خياراته الخاصة، أو اختيار إعداد مسبق للتخصيص. في مربع الإعدادات المسبقة المحفوظة في الجزء السفلي، كل خيار افتراضي هو نفس الإعدادات المستخدمة في أوضاع اللعبة الافتراضية.

## روابط خارجية
- الموقع الرسمي
- منتديات إندي ستون